# Stazione di Vico Equense
La stazione di Vico Equense è una stazione della ferrovia Circumvesuviana, sita nell'omonimo comune.
Si trova sulla ferrovia Torre Annunziata-Sorrento.

## Storia
Fu inaugurata il 6 gennaio 1948.

## Strutture e impianti
La stazione è composta da tre binari passanti, anche se il terzo è inutilizzato (utilizzato solo per la manutenzione dei treni), ed è posta tra due gallerie.

## Movimento
Vi fermano tutti i treni sia per Napoli Porta Nolana che per Sorrento: il traffico viaggiatori risulta essere di ottimi livelli visto non solo l'utilizzo da parte di pendolari ma anche di turisti.

## Servizi
La stazione dispone di:
- Biglietteria

Dal piazzale antistante partono numerosi autobus, gestiti dalla EAV Bus (della società EAV che comprende anche la Circumvesuviana), per diverse località.